# Фрајдеј Харбор (Вашингтон)
Фрајдеј Харбор (енгл. Friday Harbor) град је у америчкој савезној држави Вашингтон. По попису становништва из 2010. у њему је живело 2.162 становника.

## Демографија
Према попису становништва из 2010. у граду је живело 2.162 становника, што је 173 (8,7%) становника више него 2000. године.
| Група             | 2000.         | 2010.         |
| Белци             | 1.780 (89,5%) | 1.706 (78,9%) |
| Афроамериканци    | 13 (0,7%)     | 6 (0,3%)      |
| Азијати           | 28 (1,4%)     | 43 (2,0%)     |
| Хиспаноамериканци | 104 (5,2%)    | 344 (15,9%)   |
| Укупно            | 1.989         | 2.162         |